# Terebowlja

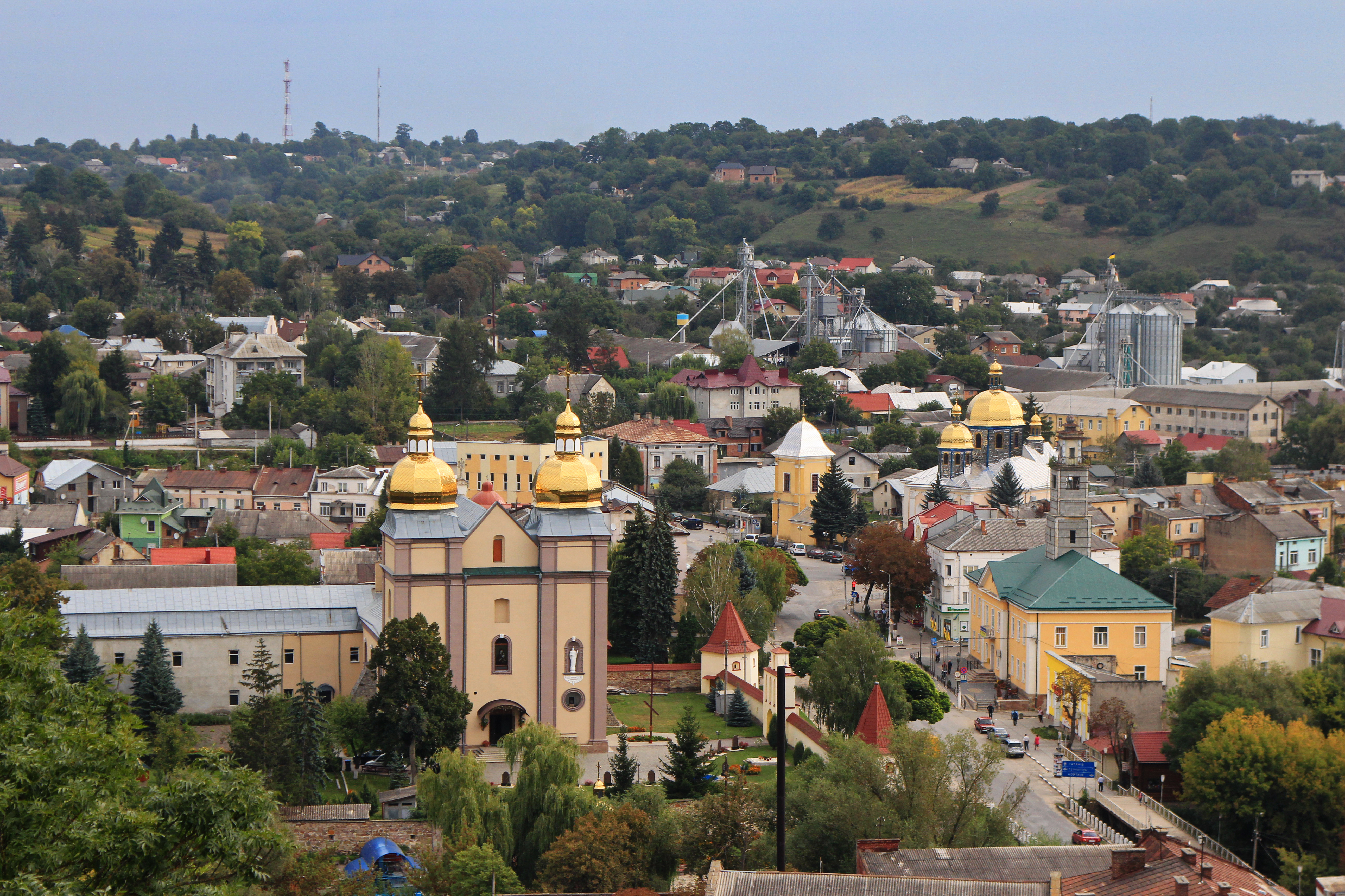
Blick auf die Stadt

Terebowlja (ukrainisch und russisch Теребовля; polnisch Trembowla) ist eine Stadt im Westen der Ukraine, in der Oblast Ternopil. Die Kreisstadt liegt am Fluss Nischla und der Schnellstraße M 19/ E 85 südlich der Bezirkshauptstadt Ternopil auf halbem Wege nach Tschortkiw.

## Geschichte
Bereits im Neolithikum war die Gegend von Terebowlja besiedelt; eine erste Erwähnung findet die Siedlung in der Hypatius-Chronik 1097. Gegen Ende des 11. Jahrhunderts war Terebowlja Zentrum eines eigenen Fürstentums. Um 1349 kam Terebowlja als Teil des Halitscher Landes (Ziema Halicka) an das Königreich Polen und erhielt 1389 das Magdeburger Stadtrecht. Seit 1434 war die Stadt Sitz eines Starost und Zentrum des Powiat Trembowla in der Woiwodschaft Ruthenien, seit 1569 in der vereinigten Adelsrepublik Polen-Litauen.

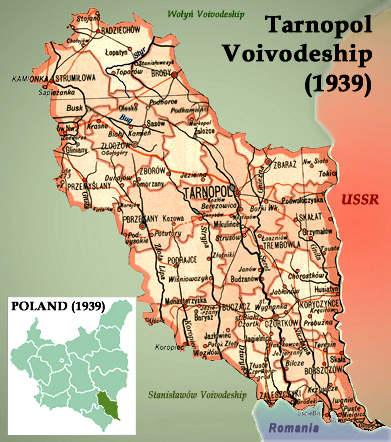
Woiwodschaft Tarnopol bis 17. September 1939

Nach dem Bau der Burg (Ende 14. Jahrhunderts) wurde Terebowlja zu einer der Grenzfestungen Polens im Kampf gegen die Tataren (1453, 1498, 1508, 1516) und Türken (1675, 1688) und wurde mehrfach zerstört. Einen ruhmreichen Beitrag im Kampf gegen die „Tataren“ erbrachte in den Jahren 1530–1560 auch der Starost von Bar, später von 1552 bis 1561 Starost von Terebowlja (damals Trembowla), der Deutsch-Schlesier Bernhard von Prittwitz, der bald nach seinem Tod († 1561) von den Polen die Beinamen „Terror Tartarorum“ (Schrecken der Tataren) und „Murus Podoliae“ (Mauer Podoliens) erhielt.
Von 1772 bis 1918 war Terebowlja Teil des Königreichs Galizien und Lodomerien, eines Kronlands des Hauses Habsburg. Ab 1850 war der Ort Sitz der Bezirkshauptmannschaft Trembowla, ab 1867 auch Sitz eines Bezirksgerichtes.
Nach dem Zusammenbruch der Donaumonarchie während des Ersten Weltkriegs im November 1918 wurde die Stadt Teil der Westukrainischen Volksrepublik (WUVR). Während des Polnisch-Ukrainischen Krieges besetzte Polen im Juli 1919 auch die letzten Teile der Westukrainischen Volksrepublik. Am 21. November 1919 sprach der Hohe Rat der Pariser Friedenskonferenz Ostgalizien für eine Zeitdauer von 25 Jahren Polen zu.
In den Jahren 1919–1939 war Terebowlja unter polnischer Kontrolle und von 1921 bis 1939 ein Teil der Woiwodschaft Tarnopol. 1939 fiel es unter dem ukrainischen Namen Trembowlja (Трембовля) an die Sowjetunion, seit dem 15. August 1944 trägt es den aktuellen Namen. Seit deren Zerfall ist die Stadt Teil der unabhängigen Ukraine.
Während der Zugehörigkeit zu Österreich-Ungarn war Terebowlja Garnisonsstadt. 1914 lagen hier die 2. Eskadron des Böhmischen Dragoner-Regiments „Graf Paar“ Nr. 2 und das Ungarische Feldjäger Bataillon Nr. 32.

## Sehenswürdigkeiten
Die Burg (14.–16. Jahrhundert) wurde mehrfach zerstört und wiederaufgebaut, insbesondere Ende 16./Anfang 17. Jahrhundert. Heute ist sie nur noch als Ruine erhalten. Weiterhin sehenswert sind die Wehrkirche St. Nikolaus (16. Jahrhundert, weitgehend umgebaut 1735), die um 1635 im Renaissancestil errichtete Karmeliterkirche und das zugehörige Kloster (befestigt) sowie ein südlich der Stadt im Dorf Pidhora, an der Mündung der Hnisna in den Seret, gelegenes Wehrkloster mit Kirche aus dem Ende des 16. Jahrhunderts. Das Muttergottes-Gnadenbild des Basilianerklosters von T. wurde 1673 durch den damaligen orthodoxen Erzbischof von Lemberg, Josyf Schumljanskyj, in die Lemberger St.-Georgs-Kirche evakuiert, wo es sich heute noch befindet (die sog. Muttergottes von Terebowlja).

## Verwaltungsgliederung
Am 29. Juli 2015 wurde die Stadt zum Zentrum der neugegründeten Stadtgemeinde Terebowlja (Теребовлянська міська громада Terebowljanska miska hromada). Zu dieser zählten noch die 25 Dörfer Borytschiwka (Боричівка), Dereniwka (Деренівка), Dolyna, Dowhe (Довге), Humnyska (Гумниська), Krowynka (Кровинка), Laskiwzi (Ласківці), Loschniw (Лошнів), Nowa Mohylnyzja (Нова Могильниця), Maliw (Малів), Mschanez (Мшанець), Ostalzi (Остальці), Ostriwez (Острівець), Pidhajtschyky (Підгайчики), Pidhora (Підгора), Plebaniwka (Плебанівка), Romaniwka (Романівка), Salawje (Залав'є), Sastinotsche (Застіноче), Selentsche (Зеленче), Semeniw (Семенів), Slobidka (Слобідка), Stara Mohylnyzja (Стара Могильниця), Suschtschyn (Сущин) und Werbiwzi (Вербівці), bis dahin bildete sie zusammen mit dem Dorf Borytschiwka die gleichnamige Stadtratsgemeinde (Теребовлянська міська рада/Terebowljanska miska rada) im Zentrum des Rajons Terebowlja.
Am 12. Juni 2020 kamen noch die 2 Dörfer Kobylowoloky und Mlynyska zum Gemeindegebiet.
Seit dem 17. Juli 2020 ist sie ein Teil des Rajons Ternopil.
Folgende Orte sind neben dem Hauptort Terebowlja Teil der Gemeinde:
| Name                     | Name             | Name                                  | Name                    | Name |
| ukrainisch transkribiert | ukrainisch       | russisch                              | polnisch                |      |
| ------------------------ | ---------------- | ------------------------------------- | ----------------------- | ---- |
| Borytschiwka             | Боричівка        | Борычевка (Borytschewka)              | Boryczówka              |      |
| Dereniwka                | Деренівка        | Дереневка (Derenewka)                 | Dereniówka              |      |
| Dolyna                   | Долина           | Долина (Dolina)                       | Janów                   |      |
| Dowhe                    | Довге            | Долгое (Dolgoje)                      | Dołhe                   |      |
| Humnyska                 | Гумниська        | Гумниска (Gumniska)                   | Humniska                |      |
| Kobylowoloky             | Кобиловолоки     | Кобыловолоки (Kobylowoloki)           | Kobyłowłoki             |      |
| Krowynka                 | Кровинка         | Кровинка (Krowninka)                  | Krowinka                |      |
| Laskiwzi                 | Ласківці         | Ласковцы (Laskowzy)                   | Laskowce                |      |
| Loschniw                 | Лошнів           | Лошнев (Loschnew)                     | Łoszniów                |      |
| Maliw                    | Малів            | Малов (Malow)                         | Małów                   |      |
| Mlynyska                 | Млиниська        | Млыниска (Mlyniska)                   | Młyniska                |      |
| Mschanez                 | Мшанець          | Мшанец                                | Mszaniec                |      |
| Nowa Mohylnyzja          | Нова Могильниця  | Новая Могильница (Nowaja Mogilniza)   | Mogielnica Nowa         |      |
| Ostalzi                  | Остальці         | Остальцы (Ostalzy)                    | Ostalce                 |      |
| Ostriwez                 | Острівець        | Островец (Ostrowez)                   | Ostrowczyk              |      |
| Pidhajtschyky            | Підгайчики       | Подгайчики (Podgaitschiki)            | Podhajczyki (Justynowe) |      |
| Pidhora                  | Підгора          | Подгора (Podgora)                     | Podgórzany              |      |
| Plebaniwka               | Плебанівка       | Плебановка (Plebanowka)               | Plebanówka              |      |
| Romaniwka                | Романівка        | Романовка (Romanowka)                 | Romanówka               |      |
| Salawje                  | Залав'є          | Залавье                               | Załawie                 |      |
| Sastinotsche             | Застіноче        | Застеноче (Sastenotsche)              | Zaścinocze              |      |
| Selentsche               | Зеленче          | Зеленче                               | Zieleńcze               |      |
| Semeniw                  | Семенів          | Семенов (Semenow)                     | Semenów                 |      |
| Slobidka                 | Слобідка         | Слободка (Slobodka)                   | Słobódka Janowska       |      |
| Stara Mohylnyzja         | Стара Могильниця | Старая Могильница (Staraja Mogilniza) | Mogielnica Stara        |      |
| Suschtschyn              | Сущин            | Сущин (Suschtschin)                   | Suszczyn                |      |
| Werbiwzi                 | Вербівці         | Вербовцы (Werbowzy)                   | Wierzbowiec             |      |

## Persönlichkeiten
- Minna Lachs (1907–1993), österreichische Germanistin, Pädagogin und Schriftstellerin
- Leonid Krawtschuk (1934–2022), der erste Präsident der Ukraine. Er war ein Volksdeputierter der Ukraine aus Terebowlja
- Wiktor Pawlyk (* 1965), Musiker